# Intolérable Cruauté
Pour plus de détails, voir Fiche technique et Distribution.
Intolérable Cruauté (Intolerable Cruelty) est un film américain réalisé par Joel Coen et sorti en 2003. C'est le dixième film des frères Coen.
Il est présenté à la Mostra de Venise 2003. C'est un succès critique et commercial.

## Synopsis
Donovan Donaly, producteur de soap operas, surprend sa femme Bonnie en train de le tromper avec un ancien petit ami. Il demande le divorce, et Bonnie engage Miles Massey, avocat renommé spécialisé dans les divorces et créateur du contrat prénuptial Massey, réputé inattaquable. Miles obtient un accord de divorce très avantageux pour Bonnie, laissant Donovan ruiné.
Parallèlement, le détective privé Gus Petch filme Rex Rexroth, riche promoteur immobilier, lors d’une nuit d’infidélité avec une jeune femme blonde. Gus remet la vidéo à l’épouse de Rex, Marylin Rexroth, manipulatrice professionnelle qui épouse des hommes riches dans l’intention de les ruiner par le divorce. Elle engage une procédure de divorce et exige une forte compensation. Rex engage Miles pour le défendre. L’amie de Marylin, Sarah Sorkin, l’avertit de la redoutable efficacité de Miles.
Marylin et son avocat Freddy Bender échouent à négocier un accord. Lors d’un dîner, Marylin et Miles flirtent. Pendant ce temps, Gus s’introduit chez Marylin pour copier son carnet d’adresses. Miles envoie ensuite son assistante chercher une preuve qu’elle a prémédité son mariage. Au procès, Marylin simule une crise émotionnelle en déclarant avoir sincèrement aimé Rex. Mais Miles fait témoigner « Puffy » Krauss von Espy, concierge d’un hôtel suisse, qui affirme que Marylin lui a demandé de lui trouver un mari riche et adultère. Le divorce est accordé sans compensation pour Marylin.
Déterminée à se venger, Marylin retrouve Donovan, désormais sans abri et toujours en possession de son Emmy Awards. Elle lui propose un plan pour redorer sa réputation. Peu après, Marylin revient voir Miles avec un nouveau fiancé : Howard D. Doyle, riche propriétaire d'une compagnie pétrolière. Elle exige la signature d’un contrat Massey, qui empêchera Howard de réclamer les biens de sa fiancée en cas de divorce, contre l’avis des deux hommes. Le jour du mariage, Doyle déchire le contrat pour prouver son amour.
Six mois plus tard, Miles est à Las Vegas pour un congrès d’avocats spécialisés en divorce. Il y retrouve Marylin, récemment divorcée de Doyle et supposément enrichie. Elle confie être lassée de la solitude que lui apporte sa richesse. Ils se marient immédiatement, et Miles signe un contrat Massey pour prouver ses intentions sincères. Marylin, émue, le déchire. Le lendemain matin, Miles fait un discours improvisé différent de celui prévu et, devant la convention , il déclare que l’amour est la chose la plus importante et qu’il abandonne le divorce pour un travail bénévole.
Le lendemain, Miles découvre que « Howard » est en réalité un acteur engagé par Marylin avec l’aide de Donovan, ce qui met en péril ses biens. Son patron Herb Myerson suggère d’engager un tueur à gages, Wheezy Joe, pour éliminer Marylin et sauver la réputation du cabinet. Peu après, Rex Rexroth meurt sans avoir modifié son testament, laissant toute sa fortune à Marylin. Étant désormais plus riche que Miles, celui-ci n’est plus en danger financier.
Miles court alors pour empêcher l’assassinat. Mais Marylin, ayant anticipé la situation, a elle-même engagé Wheezy Joe pour tuer Miles en lui offrant le double. Lors de l’altercation qui suit, le tueur confond son pistolet avec son inhalateur et se tire accidentellement une balle.
Peu après, Marylin et Miles se retrouvent avec leurs avocats pour organiser leur divorce. Miles plaide pour une seconde chance et signe à nouveau un contrat Massey. Marylin le détruit une fois de plus, révélant qu’elle l’aime. Elle explique avoir aidé Donovan à relancer sa carrière en lui suggérant une nouvelle émission à succès, America’s Funniest Divorce Videos, animée par Gus Petch.

## Fiche technique
- Titre français : Intolérable Cruauté
- Titre original : Intolerable Cruelty
- Réalisation : Joel Coen, Ethan Coen (non crédité)[1]
- Scénario : Robert Ramsey, Matthew Stone et Joel et Ethan Coen, d'après une histoire de Robert Ramsey, Matthew Stone et John Romano
- Musique : Carter Burwell
- Décors : Leslie McDonald
- Costumes : Mary Zophres
- Photographie : Roger Deakins
- Montage : Joel et Ethan Coen (crédités sous le pseudonyme de Roderick Jaynes)
- Producteurs : Ethan Coen, Brian Grazer, Joel Coen (non crédité)
  - Coproducteurs : John Cameron, Jim Whitaker et Grant Heslov
  - Délégués : Sean Daniel et James Jacks
  - Associé : Robert Graf
- Sociétés de production : Universal Pictures, Mike Zoss Productions, Imagine Entertainment et Alphaville Films
- Sociétés de distribution : Universal Pictures (États-Unis), UIP (France)
- Budget : 60 millions $[2]
- Pays de production :  États-Unis
- Langues originales : anglais, français
- Format : Couleurs - 1,85:1 - DTS - 35 mm
- Genre : comédie romantique, comédie loufoque (screwball comedy)
- Durée : 100 minutes
- Dates de sortie[3] :
  - Italie : 2 septembre 2003 (Mostra de Venise - hors-compétition)
  - Canada, États-Unis : 10 octobre 2003
  - France : 19 novembre 2003

## Distribution
- George Clooney (VF : Patrick Noérie) : Miles Massey
- Catherine Zeta-Jones (VF : Rafaele Moutier) : Marylin Rexroth
- Geoffrey Rush (VF : Patrick Osmond) : Donovan Donaly
- Cedric the Entertainer (VF : Pascal Renwick) : Gus Petch
- Edward Herrmann : Rex Rexroth
- Paul Adelstein (VF : Hubert Drac) : Wrigley
- Richard Jenkins (VF : Gabriel Le Doze) : Freddy Bender
- Billy Bob Thornton (VF : Guy Chapellier) : Howard D. Doyle
- Julia Duffy (VF : Laurence Crouzet) : Sarah Sorkin
- Jonathan Hadary (VF : Jean-Loup Horwitz) : Heinz, Baron Krauss von Espy
- Tom Aldredge (VF : Marc Cassot) : Herb Myerson
- Stacey Travis : Bonnie Donaly
- Jack Kyle : Ollie Olerud
- Irwin Keyes : Wheezy Joe
- Judith Drake : Madame Gutman
- George Ives : Avocat de Madame Gutman
- Booth Colman : Juge au procès Gutman
- Kristin Dattilo : Jeune femme de Rex
- Wendle Josepher : Réceptionniste de Miles
- Mary Pat Gleason : Serveuse à Nero
- Mia Cottet : Ramona Barcelona
- Kiersten Warren : Claire O'Mara
- Rosey Brown, Ken Sagoes et Dale E. Turner : Amis de Gus
- Douglas Fisher : Maître d'hôtel
- Nicholas Shaffer : Serveur
- Isabell Monk O'Connor : Juge Marva Munson
- Mary Gillis : Journaliste à la cour
- Colin Linden : Père Scott
- Julie Osburn : Hôtesse de l'air
- Gary Marshal : Serveur à Las Vegas
- Blake Clark : Secrétaire de la Convention
- Kate Luyben, Kitana Baker, Camille Anderson, Tamie Sheffield, Bridget Marquardt et Emma Harrison : Femmes à Santa Fe
- John Bliss : Monsieur MacKinnon
- Patrick Thomas O'Brien et Sean Fenton : Greffiers

## Production

### Développement
L'idée d'origine revient aux scénaristes Robert Ramsey, Matthew Stone et John Romano. Le projet est d'abord passé par les mains de réalisateurs comme Ron Howard ou Jonathan Demme. Alors qu'un de leur projet est avorté, les frères Coen signent pour réaliser le film. Carrie Fisher a un temps officié comme script doctor sur le projet

### Attribution des rôles
Quand ils étaient envisagés comme réalisateurs, Ron Howard ou Jonathan Demme souhaitaient Hugh Grant et Téa Leoni dans les rôles principaux.
Intolérable Cruauté marque la deuxième collaboration des frères Coen avec George Clooney, après O'Brother en 2000, et avec Billy Bob Thornton, après The Barber : l'homme qui n'était pas là en 2001.

### Tournage
Le tournage débuté en juillet 2002 dans le centre-ville de Los Angeles, puis dans le quartier d'Encino, à Malibu et San Marino.

### Bande originale
Bandes originales des films des frères Coen
The Barber
(2000) Ladykillers
(2004)
La bande originale est composée par Carter Burwell, qui a travaillé sur tous les films précédents des frères Coen excepté O'Brother. L'album contient également des chansons de pop et blues, comme la reprise de The Boxer de Simon and Garfunkel par le Canadien Colin Linden.
Liste des titres
1. The Boxer (Simon and Garfunkel) – 5:09
2. Intolerable Mambo – 1:41
3. Suspicious Minds (Elvis Presley) – 4:33
4. Hanky Panky Choo Choo – 2:07
5. Don't Cry Out Loud (Melissa Manchester) – 3:48
6. Feels So Good (Chuck Mangione) – 9:42
7. You Fascinate Me – 1:40
8. April Come She Will (écrit par Paul Simon, interprété par Colin Linden) – 0:59
9. Heather 2 Honeymoon – 1:39
10. If I Only Knew (Tom Jones) – 4:18
11. Love Is Good – 3:26
12. Non, je ne regrette rien (Édith Piaf) – 2:21
13. No More Working – 3:01
14. Fully Exposed – 1:46
15. Glory of Love (Big Bill Broonzy) – 2:20
16. The Boxer (Colin Linden) – 2:20

## Sortie et accueil

### Critique
Sur l’agrégateur de critiques Rotten Tomatoes, il obtient 75% d'avis favorables pour 187 critiques et une note moyenne de 6,8/10. Le consensus suivant résume les critiques compilées par le site : « Bien que plus grand public que les autres films des Coen, il y a toujours des touches bizarres amusantes et Clooney et Zeta-Jones irradient comme des stars de cinéma d'antan ». Sur Metacritic, qui utilise une moyenne pondérée, le film obtient une note de 71/100 pour 40 critiques.
Sur le site AlloCiné, qui recense 21 critiques de presse, le film obtient la note moyenne de 8/10
.

### Box-office
| Pays ou région     | Box-office        | Date d'arrêt du box-office | Nombre de semaines |
| ------------------ | ----------------- | -------------------------- | ------------------ |
| États-Unis, Canada | 35 327 628 $      | 11 janvier 2004            | 13                 |
| France             | 1 264 872 entrées | -                          | -                  |
| Total mondial      | 120 801 243 $     |                            |                    |

## Clins d’œil
- La table de restaurant où George Clooney invite Catherine Zeta-Jones dans le film, est la même table, dans le même restaurant, où il tentait de séduire Julia Roberts, alias Tess Benedict dans Ocean's Eleven de Steven Soderbergh (2002)[4].
- La première scène, où le personnage incarné par Geoffrey Rush est cocufié par un nettoyeur de piscine, est une référence à une scène du film Mulholland Drive de David Lynch.
- Juste après avoir tiré sur les deux fuyards, il interpelle une jardinière coiffée d'un chapeau chinois en train de balayer les feuilles mortes, et qui le regarde d'un air effaré. Clin d'œil aux jardiniers chinois qui balaient les feuilles dans Chinatown de Polanski.